# Горган (Марказі)
Горган (перс. گرگان) — село в Ірані, у дегестані До-Дегак, у Центральному бахші, шахрестані Деліджан остану Марказі. За даними перепису 2006 року, його населення становило 13 осіб, що проживали у складі 7 сімей.

## Клімат
Середня річна температура становить 16,05 °C, середня максимальна – 34,73 °C, а середня мінімальна – -5,99 °C. Середня річна кількість опадів – 190 мм.
| Клімат поселення                              | Клімат поселення | Клімат поселення | Клімат поселення | Клімат поселення | Клімат поселення | Клімат поселення | Клімат поселення | Клімат поселення | Клімат поселення | Клімат поселення | Клімат поселення | Клімат поселення | Клімат поселення |
| Показник                                      | Січ.             | Лют.             | Бер.             | Квіт.            | Трав.            | Черв.            | Лип.             | Серп.            | Вер.             | Жовт.            | Лист.            | Груд.            |                  |
| Середній максимум, °C                         | 10,99            | 13,90            | 18,30            | 24,54            | 29,69            | 33,90            | 34,73            | 33,55            | 29,62            | 23,46            | 17,04            | 10,88            |                  |
| Середня температура, °C                       | 2,50             | 5,41             | 9,81             | 16,05            | 21,20            | 25,41            | 28,55            | 27,36            | 23,44            | 17,28            | 10,85            | 4,69             |                  |
| Середній мінімум, °C                          | −5,99            | −3,09            | 1,32             | 7,56             | 12,71            | 16,93            | 22,36            | 21,18            | 17,26            | 11,09            | 4,66             | −1,5             |                  |
| Норма опадів, мм                              | 32               | 30               | 35               | 23               | 14               | 2                | 1                | 1                | 0                | 9                | 17               | 26               |                  |
| Середньомісячна швидкість вітру, м/с          | 1.40             | 2.11             | 2.59             | 3.04             | 2.84             | 2.66             | 2.75             | 2.52             | 2.25             | 2.32             | 1.62             | 1.51             |                  |
| Середньомісячна сонячна радіація, кДж/м²·день | 9848             | 13025            | 15548            | 18867            | 22707            | 26515            | 25917            | 24279            | 21159            | 15824            | 11626            | 9482             |                  |
| --------------------------------------------- | ---------------- | ---------------- | ---------------- | ---------------- | ---------------- | ---------------- | ---------------- | ---------------- | ---------------- | ---------------- | ---------------- | ---------------- | ---------------- |
| Джерело:                                      |                  |                  |                  |                  |                  |                  |                  |                  |                  |                  |                  |                  |                  |